# Nemoura wangi
Nemoura wangi är en bäcksländeart som beskrevs av Li, W. och Ding Yang 2008. Nemoura wangi ingår i släktet Nemoura och familjen kryssbäcksländor. Inga underarter finns listade i Catalogue of Life.